# Valico di Vencò
Il valico di Vencò è un valico di frontiera fra l'Italia e la Slovenia, nell'area del Collio. 
Collega il comune di Dolegna del Collio (nell'ex provincia di Gorizia) con Neblo, località nel comune di Collio.

## Descrizione
Il valico è detto di Vencò, dal nome della località posizionata a pochi chilometri dal confine di stato. Il valico è posizionato in una zona pianeggiante, per lo più tenuta a vigneti, nei pressi della località Sant'Elena, non distante dal punto in cui il torrente Reca passa il confine tra i due stati. Da parte slovena prende il nome dalla località di Neblo, centro a qualche chilometro dal confine.
La strada che vi giunge, da lato italiano, lo collega con la SR GO14, che permette, a sua volta, di raggiungere Brazzano, e la SS56 Gorizia-Udine, nonché Dolegna del Collio, capoluogo del comune omonimo. Dal lato sloveno vi termina la N402, la Sabotinska Cesta che, ripassando anche per il territorio italiano (per tramite della NSA55), lo collega con Salcano e Nova Gorica.
Vi è un ampio piazzale, sul lato italiano, con area attrezzata per la sosta dei camper.
Il valico è caratterizzato da traffico locale, ma anche turistico, volto a collegare il versante italiano e quello sloveno del Collio.

## Storia
Il valico è sorto nel 1947, a seguito della modifica del confine orientale dell'Italia, disegnata dal trattato di Parigi. Fino al 1991 il valico divideva l'Italia dalla Jugoslavia, a cui subentrò, in seguito, la neoindipendente Repubblica di Slovenia. Il valico era di I° categoria, ovvero poteva essere attraversato da qualsiasi persona dotata di un documento valido per l'espatrio, e non solo chi era dotato di lasciapassare, che consentiva il passaggio anche sui valichi di II° categoria. L'orario d'apertura, a differenza degli altri valichi internazionali, era però ridotto. Fino al 1º gennaio 1995 dalle ore 07:00 alle ore 21:00, in seguito dalle ore 07:00 alle ore 24:00
Il 29 aprile 2004, data di ingresso ufficiale della Slovenia della UE, al valico venne organizzata una manifestazione, presenti autorità dei comuni del Collio. All'evento presenziò anche lo scrittore Mario Rigoni Stern.
Dal 1º maggio 2005 il valico rimase aperto 24 al giorno. Tale sperimentazione durò fino a fine agosto. L'allungamento dell'orario venne confermato anche per l'estate del 2006. Dal 2007 questa apertura prolungata venne consentita anche per il mese di settembre. Dal 1º novembre 2007 l'apertura venne prolungata fino alle 2 di notte. Con l'entrata della Slovenia nell'area Schengen, il 21 dicembre 2007, la circolazione al valico venne pienamente liberalizzata.In occasione dell'evento venne organizzato un incontro celebrativo, con la presenza di autorità locali.
Nel dicembre del 2010 venne abbattuta la pensilina di protezione, che era presente sul lato italiano.Nel 2012 si provvide allo smantellamento definitivo di tutte le strutture confinarie in metallo, presenti sul valico.
Dall'11 marzo 2020 le autorità slovene, al fine di prevenire un aumento del numero dei contagi da COVID-19, stante la situazione italiana, decidono di incrementare i controlli sanitari al confine, lasciando aperti solo i valichi più importanti. Il valico viene perciò chiuso provvisoriamente alla circolazione, fino al 15 giugno successivo.
Dal 29 marzo 2021 il valico viene nuovamente chiuso, per la recrudescenza dell'epidemia in Slovenia, dopo che nei giorni precedenti ne era già stata limitata l'apertura oraria. Dal 12 aprile il valico viene parzialmente riaperto (dalle 05:00 alle 09:00 e dalle 16:00 alle 19:00, e solo per i cittadini comunitari residenti nella zona transfrontaliera e per chi rientra in altre limitate eccezioni), mentre dal 28 aprile successivo la riapertura è totale.